# Oacoma
Oacoma és una població dels Estats Units a l'estat de Dakota del Sud. Segons el cens del 2000 tenia 390 habitants.

## Demografia
Segons el cens del 2000, Oacoma tenia 390 habitants, 169 habitatges, i 111 famílies. La densitat de població era de 74,5 habitants per km².
Dels 169 habitatges en un 33,1% hi vivien nens de menys de 18 anys, en un 50,9% hi vivien parelles casades, en un 9,5% dones solteres, i en un 34,3% no eren unitats familiars. En el 29% dels habitatges hi vivien persones soles el 8,3% de les quals corresponia a persones de 65 anys o més que vivien soles. El nombre mitjà de persones vivint en cada habitatge era de 2,31 i el nombre mitjà de persones que vivien en cada família era de 2,86.
Per edats la població es repartia de la següent manera: un 26,2% tenia menys de 18 anys, un 5,4% entre 18 i 24, un 30,3% entre 25 i 44, un 27,7% de 45 a 60 i un 10,5% 65 anys o més.
L'edat mediana era de 38 anys. Per cada 100 dones de 18 o més anys hi havia 102,8 homes.
La renda mediana per habitatge era de 36.719 $ i la renda mediana per família de 44.250 $. Els homes tenien una renda mediana de 26.500 $ mentre que les dones 18.750 $. La renda per capita de la població era de 17.206 $. Entorn del 8,4% de les famílies i el 7,4% de la població estaven per davall del llindar de pobresa.

## Poblacions més properes
El següent diagrama mostra les poblacions més properes.